# Numic-Sprachen

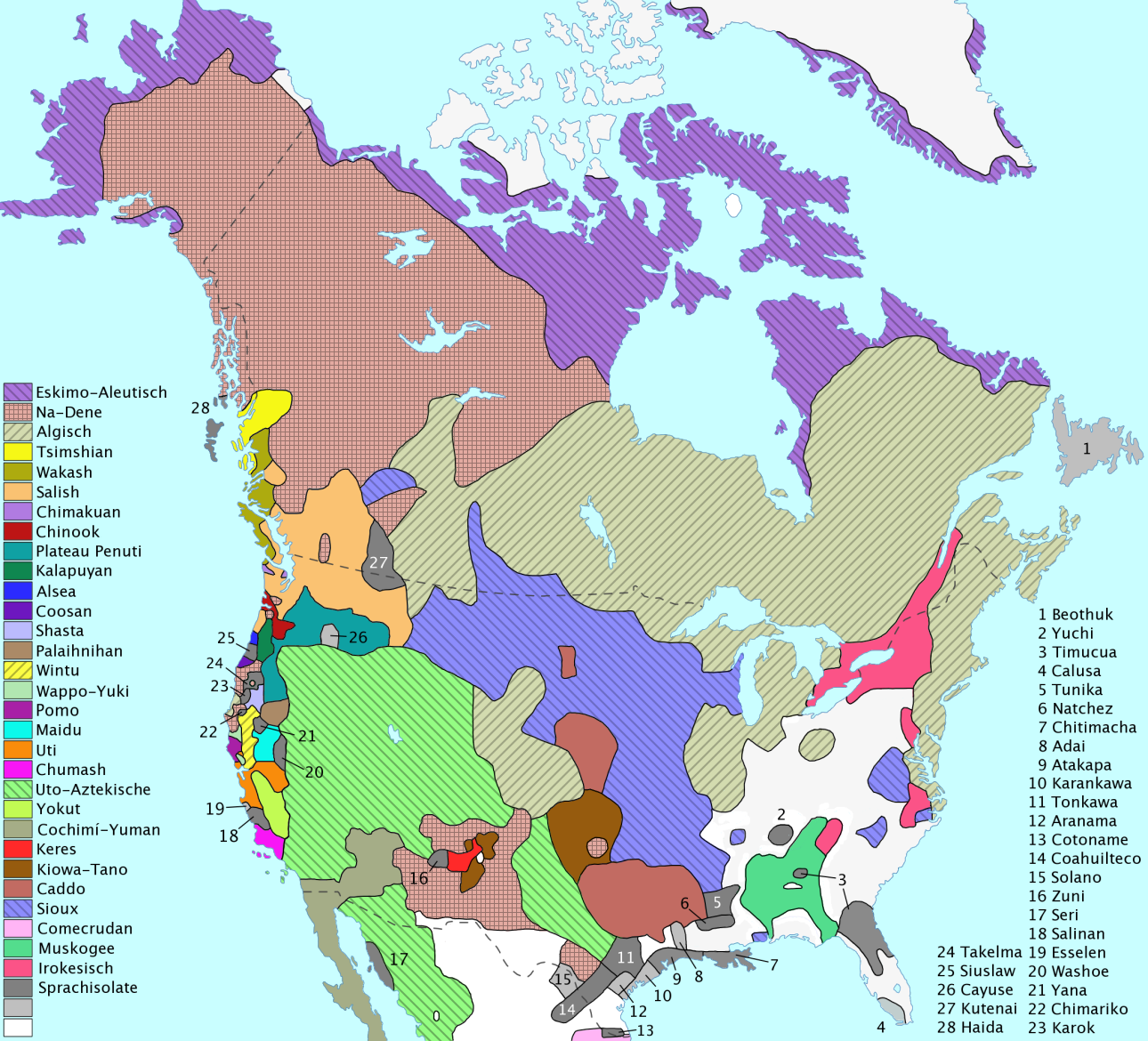
Einstige Verbreitung der einheimischen Sprachen Nordamerikas

Die Numic-Sprachen, auch Numic, sind der nördlichste Zweig der uto-aztekischen Sprachfamilie. Sie umfassen sieben Einzelsprachen (oder Dialektkontinua), die von Indianern Nordamerikas im Great Basin, Colorado River Basin und den südlichen Great Plains gesprochen wurden (werden). Der Name Numic leitet sich von dem bei diesen Sprachen auftretenden Wort für „Mensch, Volk“ ab. Dieses lautet in fünf dieser Sprachen /nɨmɨ/, in der Kawaiisu-Sprache /nɨwɨ/ und in der Colorado-Sprache /nɨwɨ/, /nɨŋwɨ/ oder /nuu/.
Obwohl die einzelnen Sprachen alle derselben Sprachfamilie entstammen, sind sie jedoch untereinander nicht so eng verwandt, wie der Name vermuten lässt, da sie verschiedenen Zweigen der Numic-Sprachen angehören, und stehen benachbarten Sprachen des jeweiligen Numic-Zweiges näher. Der Großteil der Numic-Sprachen zählt heute zu den bedrohten Sprachen, da heute von den meisten Angehörigen amerikanisches Englisch und immer weniger ihre eigene Sprache als Muttersprache erlernt wird und innerhalb weniger Generationen diese daher auszusterben drohen.

## Interne Klassifikation
Die Numic-Sprachen umfassen drei regionale Zweige:
I. Zentrales Numic, Zentrale Numic-Sprachen, Zentraler Numic-Zweig
- Comanche oder Numinu (Nʉmʉ Tekwapʉ̲; Aussprache: [ˈnɨmɨ ˈtekʷapɨ̥] – „Sprache des Volkes, d. h. der Comanche (Nʉmʉnʉʉ)“; evtl. mehrere regionale Dialekte / Subdialekte; Population: über 15.000, Sprecher: 100 (Golla 2007).)
- Timbisha (Tümpisa), Panamint oder Koso (auch: „Tümpisa Panamint Shoshone“; Nümü nangkawih / Sosoni nangkawih – „Sprache des Volkes/der Shoshone“; ein Dialektkontinuum der Timbisha Shoshone mit drei regionalen Varietäten bzw. Dialekten; Population: ca. 120, Sprecher: 20.)
  - Western/Westliches Timbisha
    - a. Owens Lake, Lone Pine
    - b. Coso Range, Saline Valley, Panamint Valley

  - Central Timbisha (Death Valley)
  - Eastern/Östliches Timbisha
    - a. Grapevine Canyon
    - b. Beatty
    - c. Lida
- Shoshoni, Shoshone oder Shoshoni-Gosiute (Newe Ta̲i̲kwappe, Neme Ta̲i̲kwappeh  – „Sprache des Volkes“ oder Sosoni' Ta̲i̲kwappe – „Sprache der Shoshone“; ein Dialektkontinuum mit vier regionalen Dialekten; Population: ca. 12.300, Sprecher: 1.000 sowie weitere 1.000 Halbsprecher)[1]
  - Western/Westliches Shoshoni (in Nevada sowie im Grenzgebiet Nevada-Idaho der Westlichen Shoshone (Newe))
    - a. Gosiute/Goshute (auch: Gosiute/Goshute-Dialekt im Westen Utahs und Osten Nevadas, da die Gosiute (Gutsipiuti oder Kuttuhsippeh) heute meist als separate Ethnie betrachtet werden)
    - b. Duck Valley
    - c. Big Smoky Valley

  - Northern/Nördliches Shoshoni (im Süden Idahos und Norden Utahs der Nördlichen Shoshone (Neme oder Nemme sosoni'ihnee'e))
    - a. Lemhi Valley
    - b. Fort Hall

  - Eastern/Östliches Shoshoni (auch: "Wind River Shoshoni", in Wyoming der Östlichen Shoshone (Newe))

II. Südliches Numic, Südliche Numic-Sprachen, Südlicher Numic-Zweig
- Kawaiisu (Nɨwɨ'abigidɨ, Nɨwɨ'abigipɨ, Aussprache:[nɨwɨʔabiɣidɨ], [nɨwɨʔabiɣipɨ] oder Nüwü'abigidü – "Sprache der Kawaiisu (Nɨwɨ oder Nüwü)"; Population: 150, Sprecher: 5)
- Colorado River Numic, Ute–Southern Paiute, Ute-Chemehuevi oder Southern Paiute bzw. Ute (ein Dialektkontinuum mit drei regionalen Dialekten; Population (gesamt): 6.230, hiervon Ute: 4.800 und Südliche Paiute (inklusive Chemehuevi): 1.430 (lt. Golla 2007.), Sprecher: 1.640)
  - Chemehuevi-Dialekt (Ampagapü – "Sprache" der Chemehuevi (Nüwüwü) in Kalifornien untergliedert in Subdialekte der geographischen Hauptgruppen; Population: 400, Sprecher: 13 (lt. Hinton 1994))[2]
    - Northern/Nördliches Chemehuevi (der Tantiitsiwi ("die Nördlichen") bzw. Nördlichen Chemehuevi)
    - Desert/Wüsten Chemehuevi (der Tiiraniwiwi/Teeranewewe ("Wüsten-Volk") bzw. Wüsten Chemehuevi)
    - Southern/Südliches Chemehuevi (der Tantivaitsiwi ("die Südlichen") bzw. Südlichen Chemehuevi)

  - Southern/Südlicher Paiute-Dialekt (der Südlichen Paiute (Nuwuvi) in Utah und Nevada; Population: ca. 1.430, Sprecher: ca. 730)
    - Moapa
    - Cedar City
    - Kaibab
    - San Juan

  - Ute-Dialekt (Núu-'apaghapi – "Sprache des Volkes" der Ute (Nuciu oder Noochew) in Colorado und Zentral-Utah mit zwei regionalen Subdialekten; Population: ca. 4.800, Sprecher: ca. 900)[3]
    - Northern/Nördliches Ute (der Pahvant, Moanunts, Timpanogos (Utah Indians), Sanpits, Cumumba (Weber Utes), Seuvarits, Sabuagana[4], Uinta-at (Yoowetum), Yampa und Parianuche (White River Utes) Bands; Population: ca. 2.000, Sprecher: ca. 300)
    - Southern/Südliches Ute (der Muache, Capote, Tabeguache (Uncompahgre) und Weeminuche Bands; Population: ca. 2.800, Sprecher: ca. 600)

III. Westliches Numic, Westliche Numic-Sprachen, Westlicher Numic-Zweig
- Mono oder Nim (mit zwei regionalen Dialekten sowie mehreren Subdialekten; Population: ca. 2.300, Sprecher: ca. 50)
  - Western/Westliches Mono oder Monachi/Monache (der Westlichen Mono (Nyyhmy oder Nim), besser bekannt als "Mono/Monache" oder "Mono Lake Paiute"; Population: ca. 1.300, Sprecher: 20 sowie ca. 100 Halbsprecher)
    - San Joaquin River Mono (Oberlauf des San Joaquin River, North Fork und Auberry)
    - Kings River Mono (Oberlauf des Kings River, Sycamore Valley, Dunlap)
    - Kaweah River Mono (Oberlauf des Kaweah River)

  - Eastern/Östliches Mono oder Owens Valley Paiute (Nüümü Yadoha – "Sprache des Volkes" der Östlichen Mono (Numa), besser bekannt als "Owens Valley Paiute"; Population: ca. 1.000, Sprecher: unter 30)
    - Northern Owens Valley Mono
      - a. Benton
      - b. Bishop

    - Fish Lake Valley Mono
    - Southern Owens Valley Mono
      - a. Big Pine
      - b. Fish Springs
      - c. Independence
      - d. Lone Pine
- Nördliches Paiute, Numu oder Paviotso (Numa Yadua – "Sprache des Volkes", Dialektkontinuum mit zwei regionalen Dialekten sowie mehreren Subdialekten; Population: ca. 6000, Sprecher: ca. 700 + ca. 400 Halbsprecher)[5][6]
  - Northern Northern Paiute (oftmals in drei (oder zwei) regionale Dialekte gegliedert: "Northern/Nördlicher Nevada-Dialekt", "Oregon-Dialekt" und "Bannock-Dialekt" der dort lebenden Nördlichen Paiute (Numa oder Numu), die historisch meist als "Paviotso" bekannt waren)
    - a. Bannock (auch: "Bannock-Dialekt", da die Bannock (Banake Numu oder Panaiti) – eigentlich eine Splittergruppe der Nördlichen Paiute in Oregon – heute als separate Ethnie betrachtet werden)
    - b. Warm Springs
    - c. Harney Valley
    - d. Surprise Valley
    - e. Honey Lake
    - f. McDermitt
    - g. Pyramid Lake

  - Southern Northern Paiute (auch: "Southern/Südlicher Nevada-Dialekt" der dort lebenden Nördlichen Paiute, die historisch ebenfalls meist als "Paviotso" bekannt waren)
    - a. Paradise Valley
    - b. Stillwater
    - c. Yerington
    - d. Mono Lake

## Bemerkungen
Das Comanche (Nʉmʉ Tekwapʉ) und der Dialekt der Östlichen Shoshone stehen sich so nahe, dass manche Linguisten das Comanche (Nʉmʉ Tekwapʉ) als weiteren Dialekt des Shoshoni (Newe Ta̲i̲kwappe / Neme Ta̲i̲kwappeh) betrachten; jedoch sind beide auf Grund einer Lautverschiebung im Comanche (Nʉmʉ Tekwapʉ) nicht gegenseitig verständlich. Einst bildete das Comanche (Nʉmʉ Tekwapʉ) neben dem Spanischen die Verkehrs- und Handelssprache der Stämme auf den Südlichen Plains und im Südwesten.
Die Hopi-Sprache, die heute von allen uto-aztektischen Sprachen in den USA die meisten Sprecher hat, gehört nicht zu den Numic-Sprachen, sondern bildet einen eigenen Zweig in der uto-aztektischen Sprachfamilie.